# 7060 Аль-Іджлія
7060 Аль-Іджлія (7060 Al-ʻIjliya, (7060) 1990 SF11, 1990 SF11, 1986 OO, 1992 BR1) — астероїд головного поясу, відкритий 16 вересня 1990 року.
Тіссеранів параметр щодо Юпітера — 3,492.